# Sócrates (film)
Pour les articles homonymes, voir Socrates (homonymie).
Pour plus de détails, voir Fiche technique et Distribution.
Sócrates est un film brésilien réalisé par Alexandre Moratto, sorti en 2018.

## Synopsis
Sócrates, 15 ans, vit en marge sur la côte São Paulo après la mort de sa mère. Il est confronté à la pauvreté et à l'homophobie.

## Fiche technique
- Titre : Sócrates
- Réalisation : Alexandre Moratto
- Scénario : Thayná Mantesso et Alexandre Moratto
- Photographie : João Gabriel de Queiroz
- Montage : Alexandre Moratto
- Production : Ramin Bahrani, Alexandre Moratto, Jefferson Paulino et Tammy Weiss
- Société de production : Noruz Films et Querô Filmes
- Pays :  Brésil
- Genre : Drame
- Durée : 71 minutes
- Dates de sortie : 
  -  États-Unis : 21 septembre 2018 (Festival du film de Los Angeles)
  -  Brésil : 26 septembre 2019

## Distribution
- Christian Malheiros : Sócrates
- Tales Ordakji : Maicon
- Jayme Rodrigues : Robson
- Vanessa Santana : la travailleuse sociale
- Rosane Paulo : Dona
- Caio Martinez Pacheco : Chicão
- Andrielly De Melo Chaves : Adryanna
- Fátima Antonelli : Tereza

## Accueil
Le film a reçu un accueil favorable de la critique. Il obtient un score moyen de 82 % sur Metacritic.

## Distinctions
- Queer Lisboa 2019 : Meilleur film
- GLAAD Media Awards 2020 : nommé dans la catégorie Meilleur film - sortie limitée
- Grande Prêmio do Cinema Brasileiro 2020 : nommé dans la catégorie meilleur nouveau réalisateur